# Трактат про дві Сарматії
«Тракта́т про дві Сарма́тії» (лат. Tractatus de duabus Sarmatiis) — історично-географічний твір доби Відродження, присвячений Східній Європі, що названа Сарматією. Написаний латиною. Виданий 1517 року в Кракові. Автор — краківський канонік і професор Краківської академії Матвій із Міхова. Адресований ольмюцському єпископу Станіславу Турсону. Складається з двох книг. Перша описує Сарматію Азійську — місця проживання татар та передкавказьких народів від Каспійського моря до басейна Дону. Друга розповідає про Сарматію Європейську — землі русинів, литовців і московитів від Дону до Карпат. Перше детальне дослідження східноєвропейського регіону від часів Птолемея.
Цінне джерело з географії, історії та побуту народів Причорномор'я, Північного Кавказу, Польщі, Угорщини, Литви, Русі, Московії та Криму. У роботі спростовані птолемеєві припущення про існування Гіперборейських і Рифейських гір на північному сході Сарматії. Твір був резонансним у тогочасній Європі і перекладався німецькою (1518, 1534), польською (1535), італійською (1561) мовами.

## Назва
- За виданням 1517 року: «Трактат про дві Сарматії, Азійську і Європейську, і про те, що в них» (Tractatus de duabus Sarmatiis Asiana et Europiana et de contentis in eis).
- За виданням 1521 року: «Опис Сарматії Азійської та Європейської, і того, що в них міститься» (Descriptio Sarmatiarum Asianae et Europianae et eorum, quae in eis continentur).

## Зміст

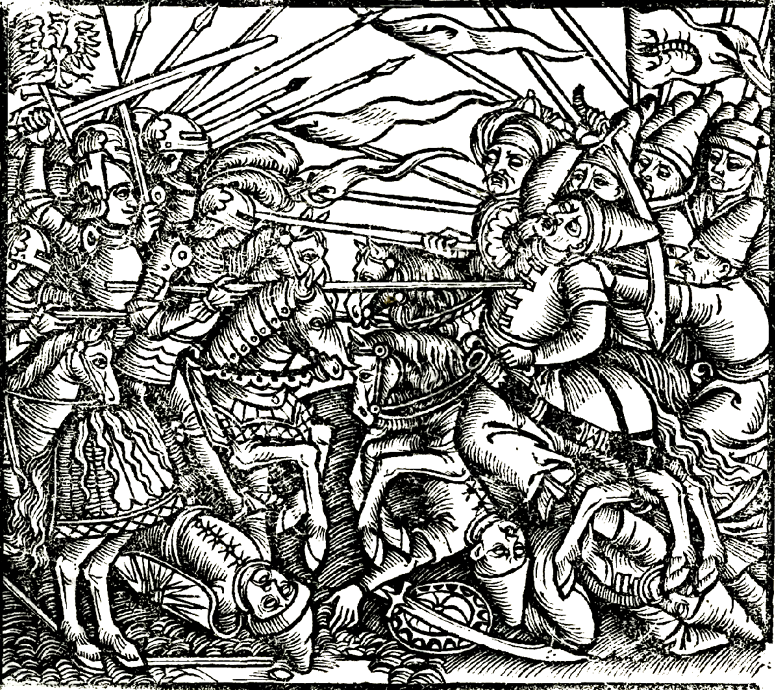
Бій поляків з татарами. Ілюстрація з титульної сторінки видання 1521 року.

Трактат про дві Сарматії — невелика праця, обсягом 36 аркушів. Вона складається із двох книг. Перша присвячена опису Азійської Сарматії, друга — Європейської Сарматії. Перша книга містить три частини, друга — дві частини. Частини називаються трактатами і поділені на глави за темами. В передмові до твору міститься лист автора до єпископа Станіслава Турсона; в післямові — лист до краківського видавця Йоганна Галлера. У передмові Матвій із Міхова зазначає головний мотив написання свого твору:
|  | Південні краї та приморські народи аж до Індії відкриті королем Португалії. Нехай же і північні краї з народами, що живуть біля Північного океану на схід, відкриті військами короля Польського, стануть тепер відомі світові. |

Книга перша присвячена історії кочових народів Донсько-Волзького межиріччя. Автор розповідає про нашестя татар в ХІІІ столітті, доводячи, що вони є прийшлим, а не автохтонним народом Північного Причорномор'я. Описується завоювання татарами половців, Русі, їхні руйнівні походи до Польщі та Угорщини. В книзі пояснюється як і чому татари прийняли іслам, а також наводяться цінні відомості про їхній побут та дикі звичаї. Автор називає країну татарських народів Скіфією й наводить відомості про історію, ієрархію та військове мистецтво цих народів. Подається поділ татар на три орди — старшу, середню й молодшу. До першої відносяться волзькі татари, прямі нащадки татарських імператорів-завойовників ХІІІ століття. Другу орду складають кримські татари, яких названо татарами-уланами або перекопськими татарами. Третя, наймолодша група, сформована із казанських та ногайських татар. Матвій із Міхова зазначає, що всі татари є неспокійними, агресивними і схильними до по грабунку.
Так само в першій книзі про Азійську Сарматію розповідається про половців, яких автор ототожнює із готами. Подаються відомості про стародавніх аланів, вандалів, свевів, югрів (мадяр) та турків. У другій частині першої книги Матвій із Міхова намагається довести тезу, що поляки є германцями, нащадками вандалів, відомих згодом як венеди.
Книга друга присвячена Русі, Литві та Московії. Під Руссю автор розуміє українські землі від Дону до Карпат (Сарматських гір). Він розповідає про них як про великий край, багатий природними ресурсами. Зазначається, що русини є переважно православними, а їхній політичний центр розташований у Львові. Також описується Самоготія (Жмудь) та Литва, що займали терени Білорусі та власне Литви. Автор подає коротку політичну історію литовців, їхніх взаємин із сусідніми країнами, а також оповідає про географію й устрій Великого князівства Литовського. Остання частина книги розповідає про Московську державу, звичаї її мешканців, історію знищення Новгорода й Пскова, а також підкорення московитами областей Північної Скіфії — Пермі, Югри та Карелії.

## Видання

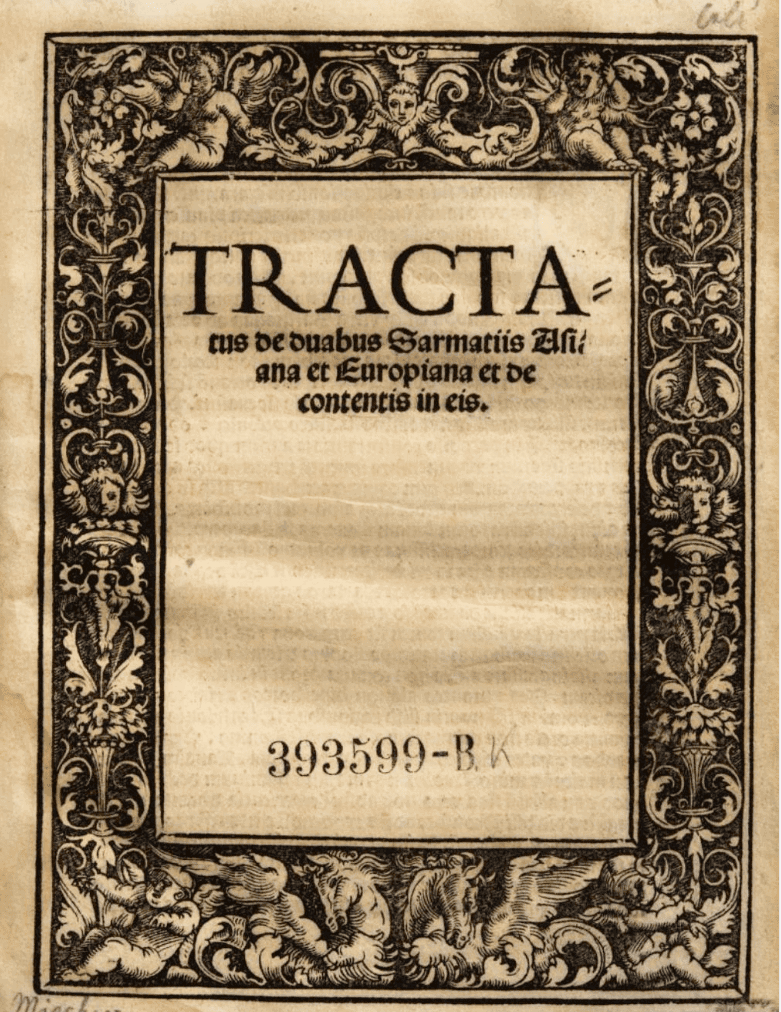
Титульна сторінка видання 1518 року.

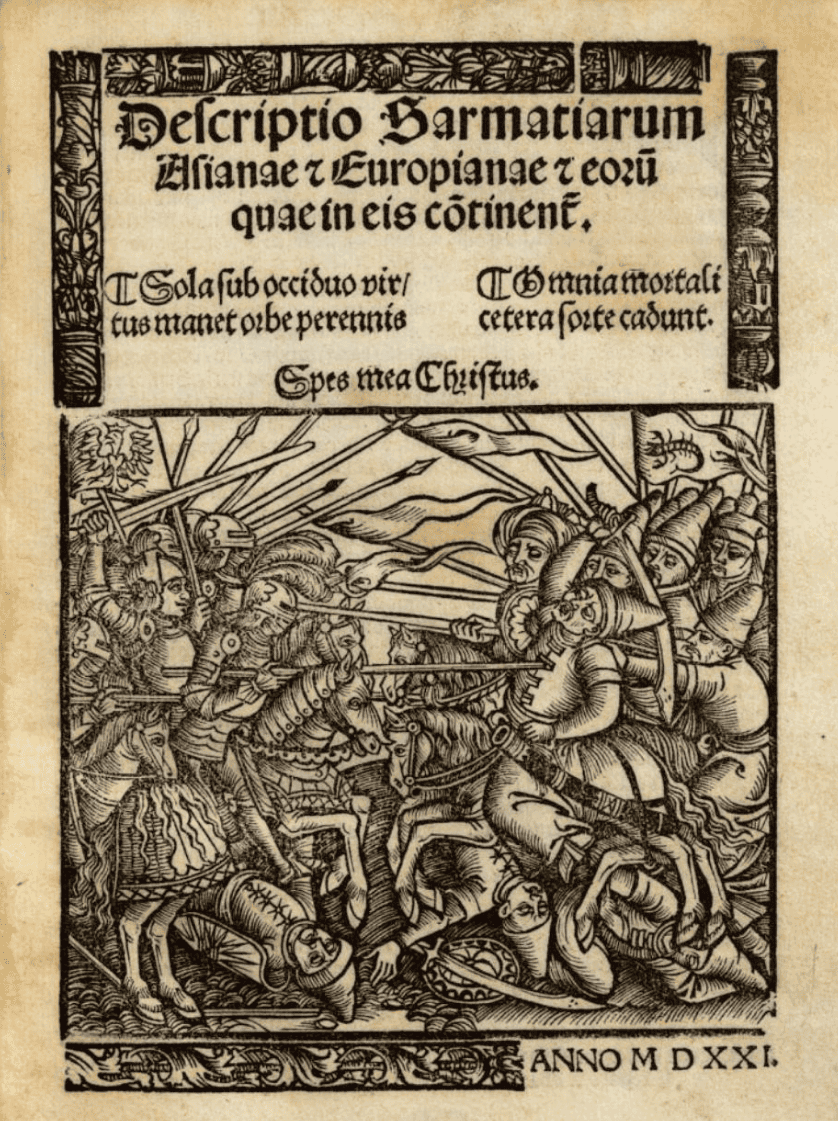
Титульна сторінка видання 1521 року.

- 1517
Mathiae de Mechovia. Tractatus de duabus Sarmatiis Asiana et Europiana et de contentis in eis. — Cracoviae: Ioannis Haller, 1517.

Надруковано в Кракові, в Йоганна Галлера: 4° (20.5 см × 15 см). Видання мало 34 ненумерованих аркуші. Шрифт круглий, типу гуманістичного мінускула. В кінці видання дата: Impressum Cracoviae opera et impensis providi viri domini Ioannis Haller, civis Cracoviensis. Anno Christi 17 supra millesimum quingentesimum. In vigilia omnium sanctorum (Робота надрукована в Кракові коштом розсудливого пана Яна Галлера, громадянина Кракова. Минулого року Божого, 17 січня. Ввечорі всіх Святих). По краях титульного аркуша — прикраса у вигляді арки лаврових листків на двох колонах, під якою, над заголовком, щит із монограмою Галлера. На початку основного тексту має лист до ольмюцського єпископа Станіслава Турсона.
- 1518
Mathiae de Mechovia. Tractatus de duabus Sarmatiis Asiana et Europiana et de contentis in eis. — Augustae Vindelicorum, 1518.

Надруковано в Аугсбурзі. Перевидання 1517 року. В кінці останньої сторінки: Excusa Augustae Vindelicorum. Anno virginel partus M. D. XVIII, die vero .IIII. mensis augusti. Формат — 4° (22 см × 16 см). Видання мало 29 ненумерованих аркушів. Шрифт готичний. На титульном аркуші рамка з арабесок, квітів, грифів, без монограми.
- 1521
Mathiae de Mechovia. Descriptio Sarmatiarum Asianae et Europianae et eorum, quae in eis continentur [Опис Сарматії Азійської та Європейської, і того, що в них міститься]. — Cracoviae, 1521.

Надруковано в Кракові, в Яна Галлера. Розширене видання. В кінці останньої сторінки зазначено: Cracoviae apud dominum Ioannem Haller. 1521. Формат — 4° (19.5 см × 14 см). Видання має 36 ненумерованих аркушів. Шрифт основного тексту круглий, шрифт приміток на початку й в кінці — готичний. На титульному аркуші вказано дату MDXXI (1521 рік) та ілюстрацію бою поляків із татарами, що оточена рамкою з гірлянд та колон. Між заголовком та титульною ілюстрацією є два вислови: (1) Sola sub occiduo virtus manet orbe perennis, omnia mortali cetera sorte cadunt (Лише сили Західного світу лишаються постійними, а всі інші смерті падуть) та (2) Spes mea Christus (Христос, надія моя). На відміну від видань 1517 і 1518 років праця містить також лист від Іоанна Магнуса до Матвія з Міхова про готів і його відповідь Магнусу. Обидва листи йдуть одразу після посвяти ольмюцькому єпископу. Також видання має лист Матвія з Міхова до Яна Галлера про північні країни, розміщений в кінці книги.
- 1532

Mathiæ a Michou de Sarmatia Asiana atque Europea. Lib II // Novus orbis regionum ac insularum veteribus incognitarum: una cum tabula cosmographica, & aliquot aliis consimilis argumenti libellis, quorum omnium catalogus sequenti patebit pagina. — Parisiis, 1532. — p.423—467.
Надруковано в Парижі.
- 1537

Johann Huttich, Simon Grynaeus. Novus orbis regionum ac insularum veteribus incognitarum una cum tabula cosmographica. — Basel: Johannes Hervagius, 1537.
Надруковано в Базелі.
- 1555

Johann Huttich, Simon Grynaeus. Novus orbis regionum ac insularum veteribus incognitarum una cum tabula cosmographica. — Basel: Johannes Hervagius, 1555.
Надруковано в Базелі.
- 1582

Johann Pistorius. Polonicae historiae corpus. — Basileae, 1582.

## Переклади
- 1518 — німецькою:

Traktat von baiden Sarmatien und andern anstossenden landen in Asia und Europa von sitten und gepräuchen der völker so darinnen wonen. — Augspurg, 1518. Друге видання — 1534.
Надруковано в Аугсбурзі. Автор перекладу — німецький гуманіст Йоганн Майр фон Екк. Так само на заголовку написано: Ain anders von den landen Scithia und den innwonern desselben lands genannt Ciarchassi vast wunderparlich zu hören. Mit Kö. Kays. Mayestat freyhait. На останній сторінці вказано: Getruckt und vollendet in der kayserlichen statt Augspurg nach der geburt christi unsers herren tausent fünffhundert und in Achtzehenden jar. Формат — 4° (18 см × 13.5 см). Видання має 34 ненумерованих аркуші. Титульний аркуш поміщений у рамку в вигляді арки з колон, капітелі яких підтримують янголи. Під капітелями два медальйони із портретами. На звороті титульного аркуша розміщено посвяту перекладача. Після перекладу «Трактату» в тій самій книзі надруковано переклад твору про черкесів, що вказаний у заголовку книжки: Giorgio Interiano. De Zychi altrimenti Circassi. — Venezia, 1502.
- 1535 — польською:

Polskie wypisanie dwojei krainy swiata: ktora po łatinie Sarmatia, takież y lud tam przebywaiący zową Sarmate, iakoby zawsze gotowi a zbroyni. Gdzież też obiawione są niektore dawne dzieje polskie. Z wypisania doktora Matieia Miechowity dopiero wylożone. — Krakow, 1535. Друге видання — 1541.
Надруковано в Кракові. Автор перекладу — Андрія Глабера з Кобиліна. Той самий переклад у книзі: Wypisanie Dwoiey Sarmatskiey krainy: Jedney ktora leży w Azyiey sciągaiąc się ku wschodu slońca, Drugiey ktora w Europi ku połnoci, a ku zachodowi się sciągaiąc. Przez doktora Macieia Miechowitę łcina wypisane a ku pospolitego człowieka pożytku na polską rzecz wylożone. — Krakow, 1545.